# Villechien
Villechien település Franciaországban, Manche megyében. Lakosainak száma 172 fő (2018. január 1.). Villechien Notre-Dame-du-Touchet, Lapenty, Milly, Romagny-Fontenay és Saint-Symphorien-des-Monts községekkel határos.

## Népesség
A település népessége az elmúlt években az alábbi módon változott:
| Lakosok száma | 383  | 370  | 251  | 229  | 207  | 201  | 194  | 187  | 173  | 172  |
|               | 1962 | 1968 | 1982 | 1990 | 1999 | 2008 | 2011 | 2013 | 2017 | 2018 |